# Peter F. Tschudin
Peter Friedrich Tschudin (* 26. Januar 1932 in St. Gallen) ist ein Schweizer Historiker, Filigranologe und Fachschriftsteller mit Schwerpunkten in der Technikgeschichte, Papier-, Buch- und Schriftgeschichte sowie langjähriger wissenschaftlicher Leiter des Museums Basler Papiermühle.

## Leben
Peter F. Tschudin ist Sohn des Chemikers, Papierhistorikers und Museumsgründers Walter F. Tschudin und der Suzanne (Schneider) Tschudin. Aus der Ehe mit Liliane M. Haemmerli (1937–1969) hat er vier Kinder, aus der Ehe mit Edith A. Haemmerli (1940–2017) zwei. Nach dem Besuch der Primarschulen in Neuallschwil und Aigle wurde er Schüler des Humanistischen Gymnasiums in Basel. Er begleitete seinen Vater auf Exkursionen zu alten französischen Papiermühlen. Nach dem Gymnasialabschluss absolvierte er ein Praktikum der Handpapiermacherei in einer Papiermühle in der Auvergne. 
Im Anschluss an ein ursprünglich begonnenes Chemiestudium wechselte er an die historisch-philosophische Fakultät der Universität Basel, auf das Diplom für das Lehramt an Schulen der Mittel- und Oberstufe für Geschichte und Alte Sprachen folgte 1958 die Promotion zum Dr. phil. mit dem Dissertationsthema Isis in Rom. Er wirkte als Gymnasiallehrer, hielt Vorlesungen an der Volkshochschule und der Universität Basel. Nach einer ersten gründlichen Beschäftigung mit der Basler Papiermacherei war er seit 1961 stellvertretender Leiter der Schweizer Papierhistorischen Sammlung im Schweizerischen Museum für Volkskunde in Basel. Im Hauptberuf war Tschudin von 1972 bis 1994 bei der Firma Sandoz AG, Basel als Leiter des Bereichs Kreation, Business Communication tätig. Am Ende dieser Tätigkeit stand die Ausgliederung der Papieraktivitäten, die in die neue Firma Clariant mit Sitz in Muttenz überführt wurden, für die Tschudin noch bis 1995 als technical editor tätig war.
Parallel zu seiner Tätigkeit in der chemischen Industrie übte er verschiedene Nebenämter aus. Als 1980 die Integration der Schweizer Papierhistorischen Sammlung in die Basler Papiermühle, das Schweizerische Museum für Papier, Schrift und Druck, erfolgte, fungierte er als wissenschaftlicher Leiter dieser Einrichtung, für die er massgeblich die Konzeption entwickelte. Neben der Tätigkeit im Zellcheming-Fachausschuss für Papiergeschichte und Wasserzeichenkunde und als Mitglied im Beirat Papier des Deutschen Museums in München übernahm er 1990 die Präsidentschaft der International Association of Paper Historians, die er bis 1998 ausübte. Aus dem Mitteilungsblatt der Vereinigung (IPH-Information) entstand die Zeitschrift International Paper History. Seiner Initiative ist die Entstehung des Regelwerks Internationale Norm für die Erfassung von Wasserzeichen zu verdanken, die der zunehmenden Nutzung digitaler Systeme zur bildlichen Erfassung von Wasserzeichen und deren Erschliessung, Verwaltung und Bereitstellung Rechnung trug und 1997 in einer viersprachigen, durch einen Bildindex erweiterten Überarbeitung vorgelegt wurde. Zudem wirkte Tschudin als Hochschullehrer an der Technischen Hochschule Darmstadt und hielt Vorlesungen zur Papiergeschichte.
Unter seinen wissenschaftlichen Veröffentlichungen sind zum einen solche hervorzuheben, die sich mit den Verhältnissen in Basel, dem Umfeld der Stadt und der ganzen Schweiz auseinandersetzen. Zum anderen bieten seine Grundzüge der Papiergeschichte umfassende Orientierung zum Thema Papier und papiergeschichtliche Methodik sowie eine Darlegung der geschichtlichen Verhältnisse über die Jahrhunderte und die Kontinente hinweg. Die Breite seiner technikgeschichtlichen Interessen dokumentieren seine Beiträge zu den einschlägigen Tagungen der Eisenbibliothek der Georg Fischer AG, die sich u. a. mit materialgeschichtlichen Themen befassen, aber auch philosophischen und wissenschaftsgeschichtliche Fragestellungen Rechnung tragen. Schliesslich haben die über Jahrzehnte hinweg betriebenen Forschungen zur Megalithkultur in einer umfassenden Monographie ihren Niederschlag gefunden.

## Ehrungen
- 1994: Ehrenring Papiergeschichte, vom Verein der Zellstoff- und Papier-Chemiker und -Ingenieure (Verein Zellcheming)[25][26]
- Ehrenmitgliedschaft der Schweizer Papierhistoriker
- Ehrenmitgliedschaft der International Association of Paper Historians

## Werke (Auswahl)
- Handwerk, Handel, Humanismus. Zur Geschichte von Papier, Schrift und Druck in Basel. Buchverlag Basler Zeitung, Basel 1984.
- Schweizer Papiergeschichte. Hrsg. zum Jubiläum der Schweizerischen Eidgenossenschaft 1291–1991 von den Schweizer Papierhistorikern. Basler Papiermühle; SPH, Basel 1991.
- Der letzte Papiermacher der Taklamakan. Basler Papiermühle, Basel 1994.
- Kleine illustrierte Schriftgeschichte (?? Mitteilung der Basler Papiermühle. 39). Basler Papiermühle, Basel 1997.
- Grundzüge der Papiergeschichte. (= Bibliothek des Buchwesens. 12). Hiersemann, Stuttgart 2002, ISBN 3-7772-0208-8.
- Grundzüge der Papiergeschichte (= Bibliothek des Buchwesens. 23).  2., erg. Aufl. Hiersemann, Stuttgart 2012, ISBN 978-3-7772-1212-8.
- Megalithische Welten. Eine Spurensuche. Schwabe Verlag, Basel 2016, ISBN 978-3-7965-3503-1.